# Givʿatajim
Givʿatajim (hebräisch גִּבְעָתַיִם Givʿatajīm, deutsch ‚zwei Hügel‘, Plene גבעתיים, arabisch جفعاتايم, DMG Ǧifʿātāyim) ist eine Stadt in Israel. Sie liegt östlich von Tel Aviv und gehört zum Ballungsraum Gusch Dan. Der Name der Stadt bedeutet „zwei Hügel“, da der Stadtkern zwischen zwei Hügeln liegt. Der Gipfel eines dritten Hügels ist der höchste Punkt Gusch Dans mit 80 m über dem Meeresspiegel. Die Lebensqualität in Givʿatajim zählt gemeinhin zu der höchsten in ganz Israel. Obwohl sie mitten im Zentrum des betriebsamen Gusch Dan liegt, weist die Stadt verhältnismäßig ruhige Straßen und Stadtteile auf.

## Geschichte
Givʿatajim wurde 1922 von einer Gruppe Einwanderer der 2. Alija unter David Schneidermann gegründet. Nachdem mehrere Nachbarsiedlungen eingemeindet wurden, erhielt Givʿatajim im August 1942 den Status einer Gemeindeverwaltung. 1959 erhielt Givʿatajim den Status einer Stadtverwaltung.
Im Oktober 2015 unterbrach die Gemeinde Givʿatajim die Renovierungsarbeiten an einer städtischen Schule, da dort Palästinenser mit israelischer Staatsbürgerschaft eingesetzt wurden. Außerdem forderte die Stadtverwaltung Reinigungsfirmen auf, an den Schulen der Stadt statt der palästinensischen Arbeiter aus Ostjerusalem israelische Arbeiter einzusetzen.

## Einwohner
→ Die Ergebnisse der Volkszählungen siehe unter: Tabelle der Stadtverwaltungen:

## Bürgermeister
2013–heute Ran Kunik, Avoda

2007–2013 Reʾuven Ben-Schachar, Kadima

2006–2007 Iris Avram, Avoda

1993–2006 Efi (Ephraim) Schtenzler, Avoda

1978–1993 Yitzchak Yaron, Avoda

1965–1978 Kuba Kraizman, Mapai

1941–1965 Schimʿon Ben-Zvi, Mapai

## Kultur und Bildung
In Givʿatajim befindet sich die Thelma Yellin High School of the Arts.

## Söhne und Töchter der Stadt
- Omer Avital (* 1971), Jazzmusiker
- Avi Belleli (* 1961), Musiker und Filmkomponist
- Juval Diskin (* 1956), Chef des Inlandsgeheimdienstes Schin Bet
- Eden Finkelstein (* 2000), Leichtathletin
- Amos Kloner (1940–2019), Archäologe
- Mosche Lion (* 1961), Unternehmer, Leiter und Politiker (Bürgermeister von Jerusalem)
- Shulamit Michaeli-Goldberg (* 1955), Mikrobiologin und Hochschullehrerin
- Jigal Naor (* 1958), Schauspieler
- Ofri Nehemya (* 1994), Jazzmusiker
- Mickey Rosenthal (* 1955), Politiker
- Yaron Silberberg (1951–2019), Physiker und Professor am Weizmann-Institut in Rechovot

## In der Stadt lebende oder verstorbene Persönlichkeiten
- Georg Strauss (1896–1975), Verbandsfunktionär, Schriftsteller und Verleger
- József Patai (1882–1953), Schriftsteller und Journalist

## Städtepartnerschaften
- Sfântu Gheorghe, Rumänien
- Arad, Rumänien
- Chattanooga, Tennessee, Vereinigte Staaten
- Harbin, China
- Vác, Ungarn seit 1993
- Mülhausen, Frankreich seit 1981
- Außerdem unterhält Givʿatajim seit 1983 eine Partnerschaft mit dem Landkreis Esslingen in Deutschland.